# 湖南市立日枝中学校
湖南市立日枝中学校（こなんしりつ ひえちゅうがっこう）は、滋賀県湖南市岩根にある市立中学校。
1983年創立。

## 沿革
- 1983年4月1日 - 甲西町（現・湖南市）立甲西中学校より甲西町立日枝中学校として分離新設（旧甲西町で2番目の中学校）。
- 2004年10月1日 - 2町合併・市制施行により湖南市立日枝中学校に校名変更。

## 部活動
- 運動系部活動
  - 野球部
  - サッカー部
  - ソフトボール部
  - ソフトテニス部（男子）
  - ソフトテニス部（女子）
  - バスケットボール部
  - バレーボール部
- 文化系部活動
  - 美術部
  - 吹奏楽部

## 交通
- JR草津線甲西駅から湖南市コミュニティバス「ふれあい号」ひばりヶ丘線で約15分、「日枝中学校」下車。

## 著名な出身者
- 山中慎介 - 元プロボクサー。第65代日本バンタム級王者、第29代WBC世界バンタム級王者。